# José Luis Torres (atleta)
José Luis Torres Victoria (Madrid, 11 de noviembre de 1925-Torrelodones, Madrid, 6 de abril de 2019) fue un atleta español. Está considerado como uno de los padres del atletismo español.

## Biografía
Considerado una de las grandes referencias del atletismo español, en lanzamiento de peso y de disco, en la década de 1940 y parte de la de 1950. En 1944, con dieciocho años, se proclamó por primera vez campeón de España de lanzamiento de disco. Desde entonces, fue acumulando hitos en el atletismo, entre ellos el de convertirse en el primer español en competir en un Campeonato de Europa al aire libre en Bruselas, 1950. 
Su palmarés lo atestigua: doce títulos de campeón de España (seis en disco y seis en peso) entre 1944 y 1952; ocho récords de España (tres en peso y cinco en disco); dieciocho títulos de campeón de España universitario (ocho en peso y diez en disco); Plusmarquista nacional en lanzamiento de peso y disco (14,01 metros en peso y 45,60 metros en disco).
En 1958, después de su retirada y con la inauguración de la entonces llamada residencia General Moscardó —que después sería la residencia Blume— se convirtió en uno de los primeros entrenadores de atletismo del país. Conocido como 'El Paisa', ejerció como profesor en diversas instituciones, en las cuales formó a cientos de jóvenes en el atletismo, profundizando en el entrenamiento en el gimnasio o en el acondicionamiento físico, una labor que le llevó a ser uno de los pioneros en la especialización de los deportistas durante las décadas de los años sesenta y los setenta.

## Homenajes
Recibió uno de sus últimos homenajes el 15 de diciembre de 2018, rodeado de muchos de sus alumnos. El Ayuntamiento de Torrelodones, localidad madrileña en la que residía, puso su nombre a una nueva pista de atletismo. El presidente de la Asociación Internacional de Federaciones de Atletismo (IAAF), Sebastian Coe, le envió una carta «felicitándole personalmente por toda su trayectoria deportiva y por su capacidad para transmitir el amor por el deporte y el atletismo de generación en generación».